# Wasil Kuryłau
Wasil Iwanawicz Kuryłau, biał. Васіль Іванавіч Курылаў, ros. Василий Иванович Курилов, Wasilij Iwanowicz Kuriłow (ur. 30 listopada 1947 w Brześciu, Białoruska SRR, zm. 12 listopada 2019 tamże) – białoruski piłkarz, grający na pozycji pomocnika, trener piłkarski.

## Kariera piłkarska

### Kariera klubowa
W 1965 roku rozpoczął karierę piłkarską w drużynie Spartak Brześć, skąd w następnym sezonie został zaproszony do Dynama Mińsk. W 1969 przeniósł się do Ukrainy, gdzie bronił barw klubów Metałurh Zaporoże, Awanhard Sewastopol, Awanhard Równe i Kołos Połtawa. W 1975 powrócił do Brześcia, gdzie występował w rodzimym klubie który nazywał się najpierw Buh, a potem Dynama. Zakończył karierę w roku 1978.

## Kariera trenerska
Karierę szkoleniowca rozpoczął w 1978 roku. Najpierw pomagał trenować, a od 1982 pracował jako dyrektor klubu Dynama Brześć. Od maja 1982 po zwolnieniu trenera Iwan Szczokin pełnił funkcje trenerskie do końca roku. Potem wyjechał do Równa, gdzie pracował z przerwą na stanowisku dyrektora Awanhardu Równe, a w 1992 stał na czele klubu, który zmienił nazwę na Weres Równe. W 1993 powrócił na Dynama Brześć, gdzie najpierw pomagał trenować, a w czerwcu 1993 został mianowany na stanowisko głównego trenera klubu, którym kierował do maja 1994.

## Sukcesy i odznaczenia

### Sukcesy piłkarskie
ZSRR U-18
- wicemistrz Europy U-18: 1966

### Odznaczenia
- tytuł Mistrza Sportu ZSRR: 1966